# HD176582
HD176582 — хімічно пекулярна зоря спектрального класу B5, що має видиму зоряну величину в смузі V приблизно  6,4. Вона  розташована на відстані близько 821,6 світлових років від Сонця.

## Фізичні характеристики
Телескоп Гіппаркос зареєстрував фотометричну змінність  даної зорі з періодом 1,58 доби в межах від  Hmin= 6,39 до  Hmax= 6,35.

## Пекулярний хімічний склад
HD176582 належить до Хімічно пекулярних зір з пониженим вмістом гелію й в її  зоряній атмосфері спостерігається нестача He у порівнянні з його вмістом в атмосфері Сонця.